# عصيل (القويعية)
عصيل، هي قرية من فئة (ب) تقع في محافظة القويعية، والتابعة لمنطقة الرياض في السعودية. وتبعد عصيل عن محافظة القويعية بمسافة تقارب (95) كم.